# Андреев, Иван Васильевич
Иван Васильевич Андреев (1845―1872) — русский публицист, критик.

## Биография
Учительствовал в городе Ковров Владимирской губернии и в то же время (осень 1867 ― лето 1868) активно печатал в журнале «Искра» фельетоны на социально-бытовые темы («Масляные картины нашей всемирно-нижегородской ярмарки», 1867), критикуя в некоторых из них своекорыстие поборников протекционизма в торговле («Речь, произнесённая в Москве заслуженным профессором… М. Сапелкиным…», 1868), консервативно-охранительный взгляд на пореформенную деревню («Повесть о том, как широк кругозор реакции „Голоса“…», 1868) и др..
Переехав в Петербург, сблизился с Г. Е. Благосветловым, в журнале «Дело» опубликовал очерк «Практика нашей жизни. Путевые заметки по Владимирской губернии» (1869). Будучи арестован (декабрь 1869 ― январь 1870), писал жене: «Зато какие я статейки напишу об одиночном заключении…». Продолжал печататься в «Искре» (очерк «Опыты приучения ленивых мужиков к труду», 1870 и др.), с конца 1860-х гг., а в 1871 году регулярно печатал сатирические фельетоны в журнале «Будильник». Вёл в газете «Петербургский листок» еженедельные «Обзоры журналов» (1871―1872). Восторженно оценил роман «Соль земли» С. И. Сазоновой-Смирновой (1872), выражал поддержку взглядам писателей-народников Н. В. Шелгунова, Д. И. Писарева, произведений Ф. М. Решетникова, Г. И. Успенского, А. И. Левитова, вместе с тем критиковал некоторые произведения А. Н. Островского, И. С. Тургенева, А. Ф. Писемского, Я. П. Полонского, считая их бесполезными и вредными, с точки зрения общественного прогресса. Сотрудничал также в газете «Новости».
Умер от чахотки.